# لويجي أدملو

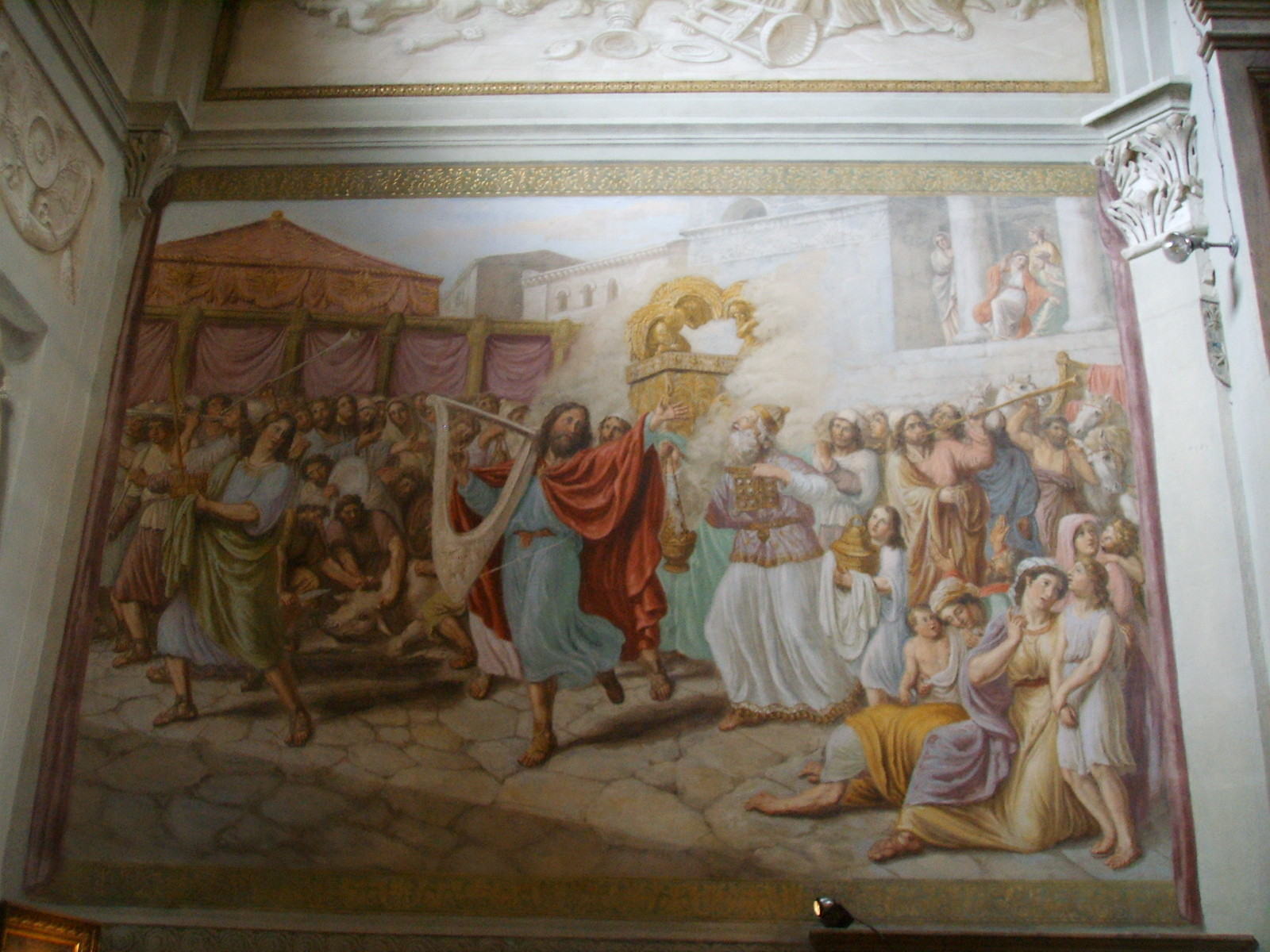
أركا سانتا كابيلا دلأسنتة، كنيسة ديلا سانتيسيما أنونزياتا، فلورنسا

لويجي أدملو (بالإيطالية: Luigi Ademollo)‏ (ميلان، 30 أبريل 1764 - فلورنسا، 11 فبراير 1849) رسام إيطالي من أواخر القرن الثامن عشر والنصف الأول من القرن التاسع عشر.

## سيرة ذاتية
لويجي أدملو سجل في أكاديمية الفنون الجميلة في بريرا في ميلانو، في عام 1788 وصل إلى فلورنسا عمل في عام 1789 على ديكورات مسرح العريشة. وفي العام نفسه تم تعيينه أستاذا في أكاديمية الفنون الجميلة في فلورنسا.

## أعماله
من أهم أعماله:
- أركا سانتا كابيلا دلأسنتة، كنيسة ديلا سانتيسيما أنونزياتا، فلورنسا